# Penitenciarul Craiova
Penitenciarul Craiova este o unitate de detenție pentru bărbați și femei cu regim de maximă siguranță din Craiova, România. Directorul actual al unității este comisar șef Alina Elena STANCIUGELU

## Istoric
Penitenciarul Craiova a fost înființat în anul 1887, în anul 1900, numărând un efectiv de 300 deținuți, atât  bărbați cât și femei, condamnați și arestați preventiv de drept comun. În anul 1907, după răscoala țăranească, numărul celor închiși a crescut progresiv, de la 649 deținuți (la 4 aprilie 1907) la 856 deținuți (la 1 iulie 1907).  În 1908 s-a înființat, în cadrul închisorii, o școală care avea menirea să învețe carte pe cei fără știință, precum și pe cei care aveau foarte puțină, iar în anul 1943 s-au pus în funcțiune 14 războaie mecanice de țesut pânză de cânepă, la secția Femei.